# Bergsäng, Hagfors
Bergsäng är en ort i Hagfors kommun i Ekshärads socken beläget vid Klarälven 15 km nordväst om Hagfors. Orten förlorade 2010 sin status som tätort på grund av minskande befolkning. Från 2015 räknas orten av SCB åter som en tätort. För att 2018 åter klassas som småort och åter igen som tätort 2020 och åter som småort 2023.
Bergsäng är en bostadsort med pendling främst till Hagfors. 
Parkvallen är fotbollslaget Bergsängs BK:s hemmaplan. Föreningen spelade i tredje högsta divisionen på 1960-talet men återfinns 2023 i åttonde högsta serien (division VI).

## Befolkningsutveckling
| Befolkningsutvecklingen i Bergsäng 1965–2020 | Befolkningsutvecklingen i Bergsäng 1965–2020 | Befolkningsutvecklingen i Bergsäng 1965–2020 | Befolkningsutvecklingen i Bergsäng 1965–2020 | Befolkningsutvecklingen i Bergsäng 1965–2020 |
| --- | -------------------------------------------- | -------------------------------------------- | -------------------------------------------- | -------------------------------------------- |
| |                                              |                                              |                                              |                                              |
| År |                                              |                                              | Folkmängd                                    | Areal (ha)                                   |
| 1965 | 1965                                         |                                              | 223                                          |                                              |
| 1970 | 1970                                         |                                              | 264                                          |                                              |
| 1975 | 1975                                         |                                              | 252                                          |                                              |
| 1980 | 1980                                         |                                              | 271                                          |                                              |
| 1990 | 1990                                         |                                              | 259                                          | 73                                           |
| 1995 | 1995                                         |                                              | 236                                          | 60                                           |
| 2000 | 2000                                         |                                              | 215                                          | 60                                           |
| 2005 | 2005                                         |                                              | 201                                          | 60                                           |
| 2010 | 2010                                         |                                              | 185                                          | 60**                                         |
| 2010 | 2010                                         |                                              | 161                                          | 33#                                          |
| 2015 | 2015                                         |                                              | 203                                          | 76                                           |
| 2020 | 2020                                         |                                              | 201                                          | 76                                           |
| Anm.: Ny tätort 1965. Upphörde som tätort 2010. Åter tätort 2015. Upphörde åter 2018. Åter tätort 2020. ** Som upphörd tätort (mindre än 200 invånare) # Som småort. |                                              |                                              |                                              |                                              |